# Blanche Odin
Blanche Odin, née le 26 février 1865 à Troyes (Aube) et morte le 3 août 1957 à Bagnères-de-Bigorre (Hautes-Pyrénées), est une aquarelliste française.

## Biographie

### Enfance et jeunesse
Blanche Augustine Odin est née le 26 février 1865 à Troyes de Louise Anne Odin, corsetière, et de père officiellement inconnu. Elle signera cependant ses premières œuvres, jusqu'en 1900, du nom de Prot ou Prot-Odin, en référence à son père putatif. En 1876, elle s’installe à Maubourguet avec sa mère qui va régulièrement en cure à Bagnères-de-Bigorre. Dans les années 1870, elle habite Paris, y est pensionnaire au couvent des Ursulines, où elle prend goût au dessin et à l'aquarelle. Elle se rend pour les vacances dans les Hautes-Pyrénées.

### Formation et influences
Elle décide vers l'âge de vingt ans de se consacrer à la peinture et devient élève avant 1888 de la peintre sur émail et porcelaine et aquarelliste Delphine de Cool, à une époque où l'école des beaux-arts reste encore fermée aux femmes. Elle habite alors 11 rue Férou à Paris (6e). Elle suit ensuite vers 1895 l'enseignement de l'aquarelliste Madeleine Lemaire, et également celui d'Ulpiano Checa, qu'elle rencontre à Bagnères-de-Bigorre à l'occasion des cures de sa mère. Elle est influencée par la technique de Paul Sandby, John Robert Cozens, Giritin, Turner, John Constable. L'école anglaise a une influence sur sa pratique de l'aquarelle.

### Carrière
Elle expose ses œuvres dans de nombreux salons : expositions de la Société des amis des arts à Versailles, Salon des artistes français de 1888 à 1946 (elle est sociétaire en 1901), salon de l'Union des femmes peintres et sculpteurs, expositions de la Société Nationale d'Horticulture, etc. ainsi qu'en province.
Elle réalise le portrait de sa mère en juillet 1895.
En 1900, ses œuvres sont acceptées à l'Exposition universelle. Elle est récompensée du 2e prix de l'Union des femmes peintres et sculpteurs en 1904 et du 1er prix en 1907, et obtient au Salon une mention honorable en 1907 puis une médaille de troisième classe en 1908. En 1909, elle est nommée officier de l'Instruction Publique.
Elle réalise de nombreuses œuvres de commande[réf. nécessaire], en particulier des représentations de bouquets de roses. À partir de 1902, elle ouvre à Paris un atelier d'aquarelle, au 21, rue du Vieux-Colombier, qui connaît un grand succès. Elle écrit dans une lettre, le 28 décembre 1902 : « Moi, je vais très bien et j’ai tout le travail que je désire. Mes élèves, nombreuses, sont très gentilles et me le montrent de toute façon ; je les aime donc bien et, malgré le peu de temps qu’elles me laissent, je serais privée si je ne les avais plus ».
Elle est reconnue avec ses aquarelles vives comme une virtuose du détail et de la couleur par la critique de l'époque : « Sous son pinceau, qui a à la fois de la grâce et de la virilité, les fleurs, dans leur infinie variété s'épanouissent avec autant de généreux éclats que de saveur. Elles sont, telles qu'elles sont présentées, un enchantement pour le regard, qui va des unes aux autres, sans arriver à se fixer ici ou là ». Elle peint, dit encore la critique, « avec une sorte de religiosité ».

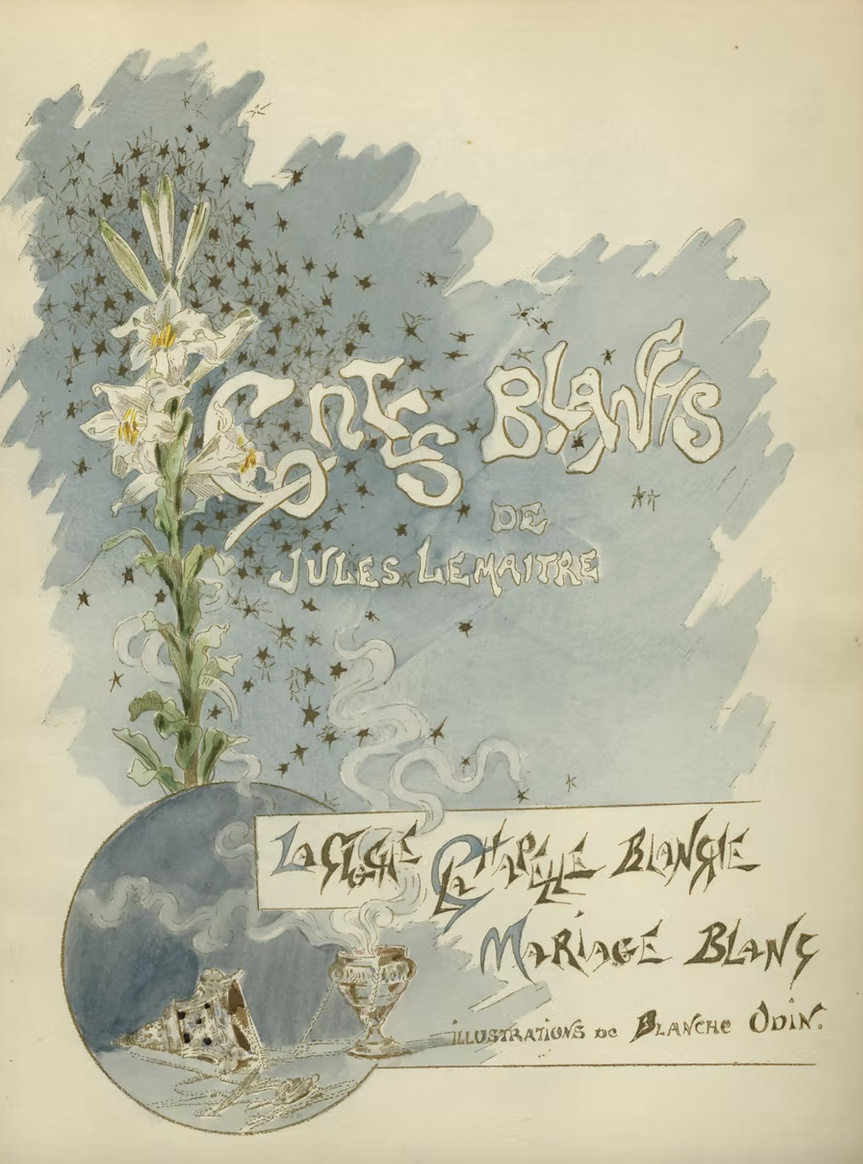
Les contes blancs, Jules Lemaître (auteur) et Blanche Odin (illustratrice), Durel, 1900.

En 1900, elle illustre de 69 aquarelles une édition de luxe des Contes blancs de Jules Lemaître, ; en 1911, des reproductions de ses œuvres figurent dans Sur la pente sauvage de l'Arez (Nouvelles bretonnes) d'Yves Le Febvre. 

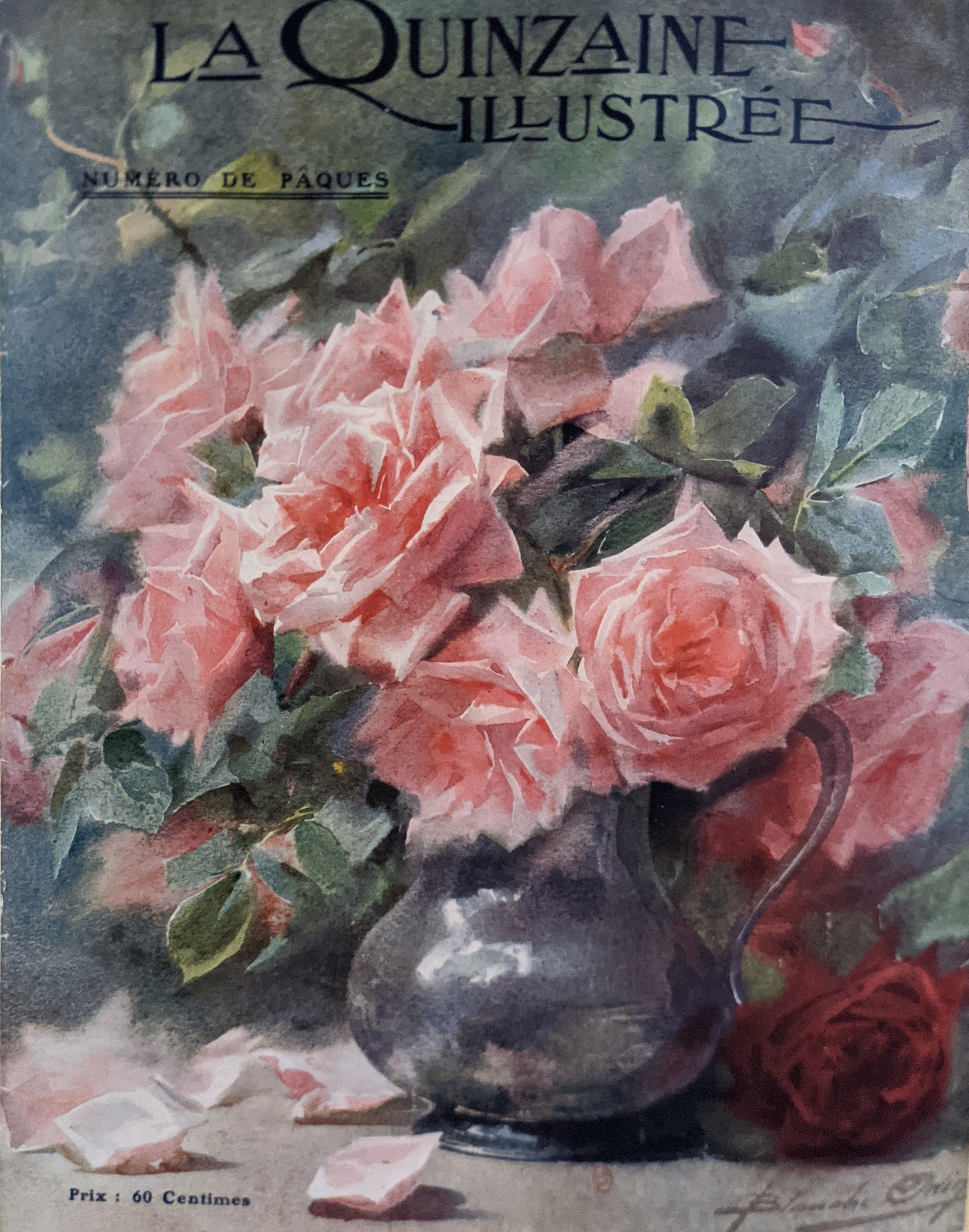
Aquarelle de Blanche Odin en couverture de La Quinzaine illustrée, sans date, Fonds Laruelle, Département des estampes et de la photographie, BNF.

Dès les années 1910, elle expose dans les galeries vers qui le marché de l'art se déplace, en particulier chez Georges Petit à l'occasion de plusieurs expositions particulières. La Première Guerre mondiale, qui entraine une forte réduction de l'activité des salons (à l'exception de celui de l'Union), ne freine ainsi pas sa production. La presse relaie ses nombreuses expositions et de nombreux particuliers acquièrent ses œuvres. 
En 1912, elle est présidente de section à l'Exposition des Arts de la Femme à Paris; elle est élue la même année membre du Comité de l'Union des femmes peintres et sculpteurs.
Elle achète une maison en 1921 à Bagnères-de-Bigorre, où elle s'installe définitivement en 1934 avec sa mère, qui décédera en 1939. Son atelier se situe au 6, rue Gambetta.
En 1938, elle fait don de quarante-huit aquarelles à la ville de Bagnères, et la ville inaugure une salle "Blanche Odin" au musée Salies.
En 1941, une variété de roses reçoit son nom, en hommage à ses représentations multiples de cette fleur.
En 1949, elle est nommée chevalier de la Légion d'honneur au titre du ministère de l'Éducation nationale.
Elle meurt à Bagnères-de-Bigorre à l'âge de 92 ans.

## Œuvre

### Technique
La grande précision de son geste dans la reproduction des fleurs, mais aussi la maîtrise du « fondu » ou de la « buée » dans ses natures mortes sont précocement reconnues. Ainsi à la Société d'Horticulture en 1905 : « Mme Blanche Odin mérite une place à part par sa science merveilleuse du fondu et des reflets. Ses oranges et son carafon de cristal sur plateau de verre sont peut-être l'aquarelle la plus étourdissante de l'exposition ».
Elle développe une technique particulière pour ses aquarelles : elle place une feuille de papier Arches 640 grammes sur une peau de chamois. Ce procédé lui permet de maintenir l'humidité par l'arrière de la feuille, et ainsi de maintenir le cycle de l'eau pendant plusieurs jours. Cette technique lui permet de lever des blancs plus longtemps en retardant le séchage du papier. C'est une des premières à utiliser la technique du cycle de l'eau, un siècle avant que cette technique ne soit théorisée par Jean Louis Morelle et Ewa Karpinska, au début du XXIe siècle[réf. souhaitée].
La flamboyance de ses couleurs, transmise par son maître Delphine de Cool, est remarquée précocement par la critique ; mais selon Monique Pujo Monfran, c'est dans les années 1925 que se déploierait sa « palette vive » caractéristique de ses aquarelles les plus connues. L'aquarelliste a souvent recours aux couleurs complémentaires afin de construire son œuvre, comme dans Bouquets de violettes et mimosas ou encore dans Citrons et fleurs bleues.

### Les fleurs, source d'inspiration
Sa première aquarelle est une peinture d'un bouton de rose rouge fermé et elle se prend de passion pour la peinture de fleurs, roses, pivoines, marguerites, pensées, lys, etc. qu'elle représente le plus souvent en intérieur, sous forme de bouquet, dans des vases. Son œuvre révèle cependant d'autres sujets, naturalistes (dont des représentations d'animaux) et des portraits sur ivoire. Une aquarelle représente l'appartement du vieux Colombier à Paris, là où elle résida jusqu'à la mort de son père. 
Blanche Odin aime travailler d'après nature. En 1895, elle demande des roses à une amie : « Dans les boutons de roses que vous avez eu la bonté de m’envoyer, 2 ou 3 ont fleuri ; je les ai peints, mais j’en aurais bien voulu un peu plus. Si par extraordinaire, il y en avait encore, ayez l’amabilité de m’en envoyer mais seulement quelques-uns de « Marie Van Houtte », du « Rêve d’or » et de « Thé Safran » avec beaucoup de feuillage ».

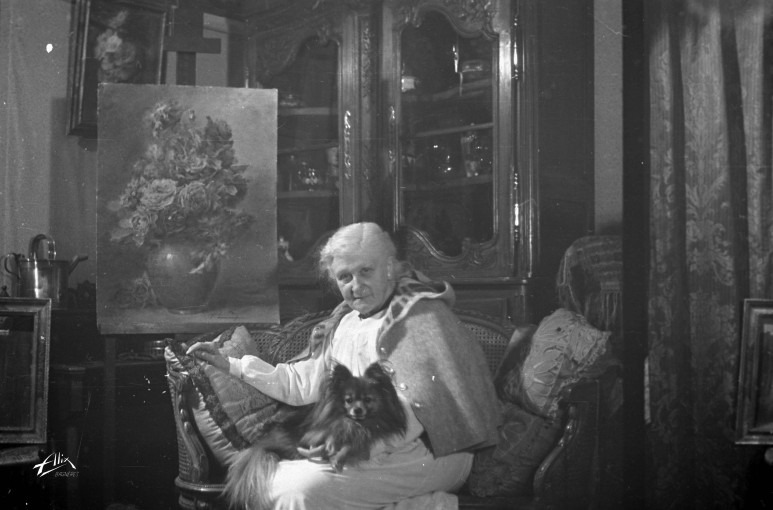
Blanche Odin à Bagnères-de-Bigorre, photographie Studio Alix, vers 1950.

Blanche Odin est une personne réservée mais dotée d'une riche vie intérieure. Le cycle de vie et de mort et le souvenir exhalé par les fleurs la fascinent, elle écrit par exemple ces phrases qui rentrent en résonance avec son œuvre : « À cette exquise "chose", tout me ramène. Cet œillet rose de dimanche est devenu pâle comme la plus pâle rose et son parfum n'est plus qu'une réminiscence (...) L'œillet entre deux feuillets, le parfum et la nuance où iront-ils ? Ces autres fleurs, arrivées comme un frais sourire, je ne les jetterai pas non plus : elles iront dans la terre du jardin rejoindre d'autres pareils souvenirs qui furent de chères "pensées" et que j'ai aimées au-delà de leur fin (...) Elles ont, chacune, une chère histoire, un peu toujours la même, mais parce que, justement la même, le souvenir en sera gardé ».

### Quelques œuvres

#### Dans les collections privées
- Dahlias jaunes, aquarelle sur papier, Sbd, 55 × 75 cm (vente publique).
- Roses blanches et myosotis, collection particulière.
- Bouquet de roses, aquarelle, Sbd, 27 × 38 cm (vente publique).
- Bouquet de dahlias, aquarelle, Sbd, 55 × 75 cm (vente publique).

#### Dans les collections publiques
- Œillets rouges, vase Moustiers, musée Salies de Bagnères-de-Bigorre.
- Capucines, musée Salies.
- Vase de fleurs.
- Roses rouges sur une tablette de marbre.
- Jetée de roses sur l'eau.
- Le Vieux Banc, musée Salies.
- Vase et œillets, musée Salies.
- Pepita, musée Salies.
- L'Endimanchée de Campan, musée Salies.
- Roses variées, musée Salies (dernière aquarelle achetée par l’État en 1928).

## Expositions

### Salon des artistes français
- 1888[10],[2] : deux miniatures (signées Blanche Prot-Odin)[1].
- 1908
- 1910 : Le rouet et Nénuphars, aquarelles[29].
- 1946[10]

### Salon de l'Union des femmes peintres et sculpteurs
- 1900
- 1904 (2e prix de l'Union)
- 1907 (1er prix de l'Union)
- 1916 : Roses rouges[30].
- 1918[31]

### Expositions de laSociété des amis des artsde Seine et Oise àVersailles
- 1901 : Raisins, Capucines et faux ébéniers, Iris (aquarelles)[32].
- 1903

### Expositions de laSociété Nationale d'Horticulture
- 1905[26]
- 1909[11]
- 1921[33]
- 1934[34]

### Galeries parisiennes
- 1910 à la Galerie Georges Petit[6],[35] : expositions particulières conjointes de Blanche Odin, de Louise Abbéma et de Pierre Waidmann.
- 1918 à la Galerie Pont des Arts (60 aquarelles de fleurs, fruits et légumes)[18].
- 1918 à la Galerie Brunner à l'exposition d'Art précieux[36].
- 1919 à la Galerie Gautier : exposition Carl Oscar Borg, Marcel Feguide, Blanche Odin, Pierre Lacoste, Émile Appay[37].
- 1920 à la Galerie Saint Honoré[38], avec plusieurs peintres spécialistes de la fleur réunis par Émile Chaperon.
- 1922 à la Galerie Georges Petit, exposition Chabanian et Blanche Odin[39].
- 1925 à la Galerie Georges Petit[40].
- 1926 à la Galerie Georges Petit, les « Tout Petits » : Arsène Chabanian, Blanche Odin, Ludovic Janssen, Pietro de Francisco[41].
- 1928 à la Galerie Georges Petit : exposition Lair, Blanche Odin, Marthe Moisset, Alfred Bergier[42].
- 1930 à la Galerie Georges Petit : exposition Blanche Odin et Jeanne Thoinot[43].
- 1931 à la Galerie Graat[44].

### Expositions de laSociété des aquarellistes
- 1911 à la Galerie Georges Petit[45].
- 1918[46]
- 1919 à la Galerie Georges Petit.
- 1923 à la Galerie Georges Petit[47].
- 1926 à la Galerie Georges Petit[48].

### Expositions en province et à l'étranger
- Bagnères-de-Bigorre, à son atelier en 1927[49], etc.
- Bordeaux : Exposition des Amis des Arts de Bordeaux[8] en 1927; salon de Bordeaux en 1936[8].
- Langres : Exposition de la Société des Beaux-Arts de Haute-Marne en 1901[50].
- Lille à la Galerie Monsallut, 1927 : Fleurs - Blanche Odin, Lucienne Bisson, N. Gautier, Perrette, Schongrun ; et à la Galerie d'Art moderne, 1930 : Salon des peintres de fleurs (avec une vingtaine d'artistes dont Eugénie Faux-Froidure)[51].
- Nantes en 1904[52].
- Pau, Salon des amis des arts
- Oran en 1930 (à l'hôtel Continental)[53].
- Toulon en 1903[54].

## Prix et distinctions

### Prix et récompenses
- 1894 : médaille de vermeil à l’exposition internationale du livre et des industries du papier[réf. souhaitée].
- 1901 : mention honorable à l'exposition de la Société des Beaux-Arts de la Haute-Marne[50].
- 1903 : première médaille (aquarelle) au salon de Toulon pour Dahlias et Cactus[54].
- 1904 : mention honorable au Salon des artistes français[9].
- 1904 : médaille d'argent à Nantes[52].
- 1904 : médaille d’or à Argenteuil[3].
- 1904 : 2e prix de l'Union des femmes peintres et sculpteurs.
- 1907 : 1er prix de l'Union des femmes peintres et sculpteurs[55].
- 1908 : médaille de troisième classe au Salon des artistes français[9].

### Distinctions
- 1909 : Officier de l'Instruction Publique[56].
- 1949 : Chevalier de la Légion d'Honneur.

## Postérité
Elle fait partie de ces nombreuses femmes artistes qui ont mené une carrière professionnelle honorable - quoique à l'écart des courants artistiques modernes - à la fin du XIXe siècle et au début du XXe siècle, et en particulier les « fleuristes » Lucienne Bisson, Antoinette Chavagnat, Mathilde Delattre, Marie-Thérèse Dethan-Roullet, Eugénie Faux-Froidure, Jeanne Lauvernay-Petitjean, etc. qui se côtoyaient de salon en salon et qui étaient remarquées par la critique, bien que considérées comme développant un art féminin et donc « secondaire ». En 1946, une de ses aquarelles se vend cependant 6 500 francs aux enchères. Elle connaît une certaine notoriété dans les Hautes-Pyrénées. En 1952, Robert Mesuret ne la considère qu'en « imitatrice de Madeleine Lemaire ». Dans les années 1990, une autre aquarelliste, Monique Pujo Monfran, passionnée par son œuvre, consacre plusieurs ouvrages à Blanche Odin, contribuant à sa redécouverte progressive. 

### Lieux baptisés en son hommage
- Aureilhan : place Blanche-Odin.
- Bagnères-de-Bigorre : collège Blanche-Odin, rue Blanche-Odin.
- Brantôme : impasse Blanche-Odin.
- Laloubère : rue Blanche-Odin.
- Troyes : rue Blanche-Odin.

### Expositions rétrospectives
- 2009 : Blanche Odin, la grande Dame de l’Aquarelle, Musée des Beaux-arts Salies, Bagnères-de-Bigorre.
- 2011 : La Rencontre, Blanche Odin et Ulpiano Checa, Musée des Beaux-arts Salies, Bagnères-de-Bigorre.
- 2015 : Blanche Odin - Claudia Toutain Dorbec, Fleurs recomposées, fleurs décomposées, Musée Massey, Tarbes.
- 2017 : Hommage aux 60 ans de la mort de Blanche Odin, Musée des Beaux-Arts Salies, Bagnères-de-Bigorre.

Les aquarelles et dessins de Blanche Odin sont également exposées tous les deux ans (année paire) par le Musée des Beaux-Arts Salies de Bagnères-de-Bigorre.

### Contrefaçons
À la suite de sa redécouverte et de l'augmentation de sa côte sur le marché de l'art, de nombreux faux circuleraient.